# Bachläufer
Die Bachläufer (Veliidae) sind eine Familie der Wanzen innerhalb der Teilordnung der Gerromorpha, die weltweit mit fast 1000 Arten in etwa 60 Gattungen verbreitet ist. Es handelt sich um die artenreichste Familie der Gerromorpha.
Die Bachläufer sind etwa 1,5 bis 6 mm lang, tropische Arten können bis zu 10 mm lang sein. Der gesamte, meistens gedrungene Körper ist mit Haaren bedeckt, sowohl Microtrichia als auch Trichome. Die Komplexaugen sind gewöhnlich relativ groß. Das Pronotum ist vergrößert und breiter als das Abdomen. Die Flügel sind oft reduziert, wenn vorhanden, haben die Vorderflügel mehrere geschlossene Zellen. Oft sind die Mittelbeine am längsten, die Femora der Hinterbeine sind nicht länger als das Abdomen.

## Vorkommen und Lebensweise
Bachläufer kommen vor allem an oder bei stehenden Gewässern vor, teils auch auf fließendem Wasser, manche Arten sind auf dem Meer zu finden. Die Bachläufer laufen auf der Wasseroberfläche, indem sie die Beine alternierend bewegen. Es kommt auch sogenanntes „Entspannungs-Schwimmen“ vor, dabei wird die Oberflächenspannung des Wassers lokal durch Abgabe einer Flüssigkeit am Rostrum erniedrigt.  Manche Arten sind semiterrestrisch (Hebrovelia, Tonkuivelia, Veliohebria). Manche Arten kommen in den Wasserpfützen der Bromelien vor (Paravelia, Microvelia).
Die Veliidae sind stets räuberisch, sie ernähren sich von kleinen Insekten auf der Wasseroberfläche, sie erkennen ihre Beute durch Vibrationen der Oberfläche.

## Systematik
Die Veliidae sind vermutlich die Schwestergruppe der Gerridae (siehe Gerromorpha). Die Veliidae werden in sechs Unterfamilien gegliedert, Gattungen in Auswahl:
- Haloveliinae: Mittelbeine stark vergrößert. Kommen an Meeresküsten vor.
  - Entomovelia
  - Halovelia
  - Halovelioides
  - Strongylovelia
  - Xenobates
- Microveliinae: größte Unterfamilie der Veliidae, an der Tarsenformel (1-2-2) zu erkennen.  21 Gattungen
  - Microvelia: etwa 170 Arten, 18 Arten in der Palaearktis
  - Xiphovelia
  - Euvelia
  - Husseyella: Neotropisch, marin
  - Pseudovelia
  - Veliohebria: Neuguinea, meist terrestrisch
  - Tonkuivelia
- Ocelloveliinae: Ocellen vorhanden, Vorderflügel mit 6 Zellen.
  - Ocellovelia
- Perittopinae: nur fünf Arten in einer Gattung:
  - Perittopus
- Rhagoveliinae: Prätarsus des Mittelbeines mit Schwimmfächer
  - Rhagovelia
  - Tetraripis
  - Trochopus: marin, in der Karibik
- Veliinae: Tarsi an allen Beinen mit 3 Segmenten
  - Angilia
  - Angilovelia
  - Oiovelia
  - Paravelia
  - Stridulivelia
  - Velia: leben vor allem auf Fließgewässern, meist ungeflügelt, 24 Arten in der Palaearktis
  - Velioidea

## Einheimische Arten
In Deutschland kommen nur folgende Gattungen und Arten vor:
- Microvelia
  - M. buenoi
  - M. pygmaea (nur vereinzelt)[4]
  - M. reticulata
- Velia
  - Großer Bachläufer = V. caprai
  - V. currens (in Österreich nur in den Karawanken, sehr selten; in Deutschland nicht nachgewiesen)[4]
  - V. saulii